# Epanaphe vuilleti
Epanaphe vuilleti is een vlinder uit de familie tandvlinders (Notodontidae), onderfamilie processievlinders (Thaumetopoeinae). De wetenschappelijke naam van deze soort is voor het eerst geldig gepubliceerd in 1907 door de Joannis.
De soort komt voor in tropisch Afrika.